# 배소윤
배소윤(1987년 5월 11일 ~ )은 2010년 미스코리아 경기 미(美) 출신 대한민국의 아나운서이다.

## 프로필
- 출생 : 1987년 5월 11일
- 신체 : 170cm, 50.2kg, O형 34-23-35
- 학력 : 영파여자고등학교, 건국대학교 융합생명공학과
- 수상 : 2010년 미스코리아 경기 미(美) , 2017년 국방부 호국보훈페스티벌 홍보부문 표창상, 2018년 한국경제 MC부문 아나운서상
- 경력 : 2008년 아모레퍼시픽 홍보대사, 2009년 월드 미스 유니버시티 한국대회 참가, 2016년 독도 수호 홍보대사, 2017년 국방부 홍보대사, 2017년 미스코리아 경기 심사위원, 2018년 한국경제 홍보대사
- 취미 : 골프, 필라테스
- 특기 : MC, 한국무용

## 출연 프로그램
- 2009년 KBS2 《도전! 황금사다리》
- 2010년 동아TV 《월드미스유니버시티 24회 예선 MC》
- 2011년 OBS 《올리브》
- 2013년 서울경제TV 《트렌드핫이슈》
- 2013년 KBS1 《생방송 심야토론》
- 2015년 한국일보 《미스코리아 경기 본선 MC》
- 2017년 국방부 호국보훈페스티발 1부 MC
- 2018년 OBS 블록체인 보안 기술 상용화 및 저작권 보호 캠페인 MC
- 2019년 문화복지티비 아나운서
- 2020년 문화저널21 아나운서
- 2020년 문화저널21 주간브리핑
- 2023년 내셔널앵커 국민앵커 아나운서
- 2023년 한국자유총연맹 홍보 분과위원 아나운서
- 2023년 미스코리아 경기인천 본선 MC

## 영화
- 2018년 《속닥속닥》- 방탈출카페 매니저 역

## 같이 보기
- 2010년 미스코리아
- 미스코리아 경기